# Suzuha Amane
Suzuha Amane (阿万音鈴羽?, Amane Suzuha) è una dei protagonisti dell'anime e videogioco Steins;Gate.

## Aspetto e carattere
Bassa di statura, abile soldato, il suo cognome è quello della madre, unica ragazza ad andare indietro nel tempo grazie ad una macchina del tempo costruita da suo padre e dal suo assistente, il nome di sua madre rimane un mistero nell'ambito della visual novel e dell'anime, mentre viene rivelato nel film Steins;Gate: Fuka Ryōiki no Déjà vu, ed è Yuki Amane.

## Storia
Proveniente dall'anno 2036 il suo compito nella linea temporale alfa era quello di recarsi nel 1975 per recuperare un computer chiamato IBM 5100, per vedere suo padre si fermerà nell'anno 2010. Stringe amicizia con Rintarō Okabe, scienziato alla prese con strambi esperimenti, e i suoi amici, a cui racconta solo in parte la verità. Non ritrova suo padre ad un incontro come sperato decide di partire per il passato, Rintarō non sapendo chi fosse in realtà, decide di utilizzare una D-mail, un messaggio che va indietro nel tempo per riuscire a salutarla prima della partenza convincendola a rimanere. Dopo l'omicidio dell'amica comune Mayuri Shiina ad opera di Moeka Kiryū Suzuha interviene colpendo tutti i membri del gruppo di Moeka, ma non riuscendo ad avere la meglio sulla ragazza.
Okabe riuscirà ad inviarsi indietro nel tempo la propria memoria e si accorderà con la ragazza per il ritrovamento del computer cambiando il corso del tempo e forse salvando la ragazza che comprenderà chi sia il padre di lei, Daru ovvero Itaru Hashida l'hacker, uno dei componenti del gruppo di Okabe. La ragazza parte ma il presente non si modifica, in quanto giunge a loro una lettera della ragazza dove dice di aver fallito, per via di un incidente del viaggio dovuto alla forte pioggia di quel giorno che invece di partire si era fermata da Okabe, quella macchina poteva andare solo indietro nel tempo e non ritornarvi. La ragazza era impazzita ed aveva finito con il suicidarsi. Rintarō decide quindi di modificare il passato e non inviare quel messaggio, questo, unito ad altri eventi, comporta la salvezza della ragazza e il sopraggiungere di Suzuha nella versione beta dove, con una macchina del tempo perfezionata, chiedeva di salvare la vita ad un'altra ragazza, Kurisu Makise per cui necessita dell'aiuto di Rintarō che accetta. Una volta terminato l'incarico Suzuha scompare in quanto ancora non nata, la si rivedrà solo fra 7 anni, quando nascerà, e Rintarō rimane in attesa del momento.